# Nowa fala (muzyka)
Nowa fala (ang. new wave) – gatunek muzyczny wywodzący się z punk rocka, a później nazwa całej grupy stylów popularnych w latach 80. XX wieku.

## Charakterystyka
Nurt ten charakteryzowało bardziej wyrafinowane i bogatsze brzmienie w stosunku do muzyki punkrockowej. Teksty utworów nowofalowych były także mniej nihilistyczne i prostsze w odbiorze, pomimo ukierunkowania ich w stronę liryki, braku chaotyczności, jak i również opisu ludzkich przeżyć, przewidywań, zachowań, stanów czy uczuć (np. miłości, przyjemności, uzależnień, żalu, czy tęsknoty).

## Historia
Termin został wymyślony przez szefa wytwórni Sire Records jako określenie na muzykę wydawanych przez nią zespołów punk rockowych (głównie skupionych wokół klubu CBGB’s) – w tym pionierów punk rocka, takich jak Talking Heads czy Television. Następnie nową falą zaczęto nazywać wszystkich wykonawców punkowych i zainspirowanych tą muzyką, którzy wychodzili poza ramy prostego punk rocka w stylu Ramones. Był to więc w istocie synonim terminu post-punk. Później używano tych dwóch etykietek do dokonywania podziału w obrębie tej samej grupy artystów: nową falą określano twórczość bardziej popową, post-punkiem zaś – bardziej eksperymentalną.
Z czasem termin nowa fala zaczął być używany w odniesieniu do bardziej komercyjnych form, zwykle charakteryzujących się łagodnym brzmieniem opartym na wykorzystaniu elektronicznych instrumentów klawiszowych i perkusyjnych oraz czystym technicznie śpiewem (często z użyciem wielogłosowych harmonii) – w tym do takich gatunków, jak synth pop i new romantic.

## Przedstawiciele
Do przedstawicieli nowej fali należą m.in.: Joy Division, Kino, Killing Joke, Kim Wilde, Buggles, INXS, The Cure, Elvis Costello, Nick Lowe, Devo, Talking Heads, Blondie, The B-52’s, The Police, The Jam, XTC, The dB’s, The Pretenders, The Stranglers, Man Go Fish, Cheap Trick, Orchestral Manoeuvres in the Dark, The Cars, Split Enz, Duran Duran, Depeche Mode, Molchat Doma, Spandau Ballet, ABC, Gary Numan, Talk Talk, Ultravox, Classix Nouveaux, The Boomtown Rats, U2, Dead or Alive, Oingo Boingo, Cocteau Twins.
W Polsce: Republika, Kryzys, Brygada Kryzys, ERSATZ, Aya RL, Tilt, Wielkanoc, Madame, Socrealizm, Siekiera, 1984, Klaus Mitffoch, Lech Janerka, Variété, Kult, Maanam, John Porter, Rezerwat, Bikini, Made in Poland, Obywatel G.C., Novelty Poland, Brak, Kontrola W., DHM czy nawet wczesny Lady Pank.

## Style nowej fali
- Stylem pokrewnym nowej fali jest post-punk.
- cold wave
- dark wave
- mod revival
- muzyka elektroniczna lat 80 XX w.
- Niemiecka Nowa Fala
- new romantic
- novi val
- power pop
- rockabilly revival
- rock gotycki
- synth pop[4]
- synth rock
- 2 Tone